# Photuris pennsylvanica
Photuris pennsylvanica, Đom đóm Pennsylvania là một loài đóm đóm của Mỹ và Canada.

## Mô tả
P. pennsylvanica là một loài bọ hơi dẹp dài khoảng 0.75 inch (2 cm). Màu sắc chính của nó là màu đen, nhưng nó có hai đốm mắt màu đỏ sáng trên ngực, cũng như viền vàng trên ngực và cánh nó. Nó ăn thịt, hầu hết là côn trùng khác, nhưng cũng ăn các loài kh1c xương sống khác, chẳng hạn như ốc sên nếu có dịp. Đốt bụng cuối của nó màu trắng-vàng và có thể phát sáng.